# Parafia św. Teresy od Dzieciątka Jezus w Siedlcach
Parafia Świętej Teresy od Dzieciątka Jezus w Siedlcach – rzymskokatolicka parafia w Siedlcach. Parafia należy do dekanatu siedleckiego leżącego w diecezji siedleckiej. Prowadzą ją ojcowie oblaci.

## Historia
Parafia erygowana została w roku 1981. Sama świątynia jest murowana, w stylu współczesnego budownictwa sakralnego. Wzniesiona w latach 1985–1989 dzięki staraniom Ojców Oblatów Maryi Niepokalanej.

## Zasięg parafii
- Do parafii należą wierni z Siedlec mieszkający przy ulicach:  Artyleryjska, Benedyktowicza, Ceglana, Chmielna, Chełmońskiego, Czerwonego Kapturka, Domanicka, Dzieci Zamojszczyzny, Gajowa, Garwolińska, Januszewskiej, Jasna, Jordana, Krakówki, Koszarowa, Kryłowa, Leśna, Łowcza, Łukasińskiego (nr 18–59), Maciągowej, Miła, Morcinka, Myśliwska, Niepodległości, Obozowa, Partyzantów, Piwna, Podmiejska, Podsekulska, Porazińskiej, Romanówka, Rybacka, Składowa, Sosnowa, Strzelecka, Swoboda, Ślepa, Unitów Podlaskich, Wędkarska, Wiejska, Wintera, Wilcza, Wodniaków, Wrzosowa, Zbrojna, Zielona, Żwirowa, Żeglarska, Vogla.
- oraz z Żelkowa-Kolonii (315–2 km)

## Wspólnoty parafialne
Przy parafii działa oddział Katolickiego Stowarzyszenia Młodzieży (KSM) którego aktualnym opiekun jest o. Krzysztof Machelski OMI, a poprzednim opiekunem był o. Rafał Bytner OMI. Działa tu również wspólnota ministrancka, której aktualnym opiekunem jest o.Karol Bucholc OMI oraz zespół muzyczny „Barka” gdzie aktualnym opiekunem jest dk. Tomasz Szura OMI a poprzednim o. Mariusz Urbański OMI.
Z parafii pochodzą księża: ks. Marian Kopeć SAC, Marek Kacprzak TCH, o. Robert Skup OMI oraz siostry zakonne: Estera Kotuniak (Nazaretanka), Elżbieta Dawidczyk (Sługi Jezusa).